# 浚仪之战
浚仪之战，319年（东晋大兴二年，汉赵光初二年）四月至第二年六月，东晋奋威将军祖逖进攻蓬陂坞主陈川和后赵石虎援军在浚仪（今河南省开封市）的作战。
蓬陂（今河南省开封县南）坞主陈川自称陈留郡太守，祖逖攻打樊雅之时，陈川派部将李头助战。李头力战建功，受到祖逖重视。陈川于是杀了李头。李头的副手冯宠率部投降祖逖，陈川攻掠豫州诸郡，祖逖派兵将其打败。319年四月，陈川据浚仪投降石勒。祖逖从蓬关进攻陈川，石勒派石虎率五万兵在浚仪击败祖逖，祖逖退驻梁国（今河南省商丘市）。石勒派桃豹率兵至蓬关，祖逖退守淮南。石虎把陈川五千户部众迁到襄国（今河北省邢台市），派桃豹留守陈川故城。320年六月，桃豹和祖逖部将韩潜分据陈川故城，桃豹占西台，由南门出入，韩潜据东台，由东门出入，相持四十天。祖逖用许多布袋盛土，表现为盛满粮米之状，以一千多人输至东台。又派人挑着真米，在路边休息，见到桃豹部下，故意丢下担子逃走。桃豹士卒已长久挨饿，这时以为晋军粮足。后赵将领刘夜堂以一千头驴运粮，祖逖派韩潜和别将冯铁在汴水将其劫获。桃豹连夜逃至东燕城（今河南省延津县东北）。祖逖派韩潜进驻封丘，冯铁据陈川故城东、西二台，祖逖自己镇守雍丘（今河南省杞县），常派士兵截击赵军，后赵很多镇戍归降东晋。